# Hasselt (Holandia)
Hasselt – miasto w środkowej Holandii (prowincja Overijssel), należące do gminy Zwartewaterland. Liczy ok. 6959 mieszkańców (2008).